# تندیس زرین بهترین موسیقی متن جشن سینمای ایران
تندیس زرین بهترین موسیقی متن جایزه‌ای است که هرساله توسط جشن سینمای ایران به سازنده موسیقی متن یک اثر سینمایی از سوی هیئت داوران اهدا می‌شود.

## فهرست برندگان بهترین موسیقی متن
| سال  | نام دوره   | آهنگساز           | فیلم                      |
| ---- | ---------- | ----------------- | ------------------------- |
| ۱۳۷۶ | اول        | فریدون شهبازیان   | نامزدی                    |
| ۱۳۷۶ | اول        | بابک بیات         | سرزمین خورشید             |
| ۱۳۷۶ | اول        | محمدرضا علیقلی    | براده‌های خورشید           |
| ۱۳۷۷ | دوم        | کامبیز روشن‌روان   | تولد یک پروانه            |
| ۱۳۷۷ | دوم        | مجید انتظامی      | آژانس شیشه‌ای              |
| ۱۳۷۷ | دوم        | بابک بیات         | جهان‌پهلوان تختی           |
| ۱۳۷۷ | دوم        | محمدرضا علیقلی    | روانی                     |
| ۱۳۷۷ | دوم        | محمدرضا درویشی    | کیسه برنج                 |
| ۱۳۷۸ | سوم        | بابک بیات         | ساحره                     |
| ۱۳۷۸ | سوم        | بابک بیات         | دو زن                     |
| ۱۳۷۸ | سوم        | محمدرضا علیقلی    | روبان قرمز                |
| ۱۳۷۸ | سوم        | کامبیز روشن‌روان   | شور زندگی                 |
| ۱۳۷۸ | سوم        | فریدون شهبازیان   | هیوا                      |
| ۱۳۷۹ | چهارم      | احمد پژمان        | بوی کافور، عطر یاس        |
| ۱۳۷۹ | چهارم      | مجید انتظامی      | اعتراض                    |
| ۱۳۷۹ | چهارم      | سعید انصاری       | رنجر                      |
| ۱۳۷۹ | چهارم      | محمدرضا علیقلی    | مرد بارانی                |
| ۱۳۷۹ | چهارم      | کامبیز روشن‌روان   | بلوغ                      |
| ۱۳۸۰ | پنجم       | احمد پژمان        | باران                     |
| ۱۳۸۰ | پنجم       | صبا خضوعی         | سگ‌کشی                     |
| ۱۳۸۰ | پنجم       | وارطان ساهاکیان   | سگ‌کشی                     |
| ۱۳۸۰ | پنجم       | محمدرضا درویشی    | قطعه ناتمام               |
| ۱۳۸۰ | پنجم       | مجید انتظامی      | مریم مقدس                 |
| ۱۳۸۰ | پنجم       | محمدرضا علیقلی    | موج مرده                  |
| ۱۳۸۱ | ششم        | مجید انتظامی      | نورا                      |
| ۱۳۸۱ | ششم        | فریدون شهبازیان   | آرزوهای زمین              |
| ۱۳۸۱ | ششم        | احمد پژمان        | سفر به فردا               |
| ۱۳۸۱ | ششم        | کارن همایون‌فر     | کاغذ بی‌خط                 |
| ۱۳۸۱ | ششم        | مجید انتظامی      | من، ترانه ۱۵ سال دارم     |
| ۱۳۸۲ | هفتم       | مجید انتظامی      | دیوانه‌ای از قفس پرید      |
| ۱۳۸۲ | هفتم       | حمیدرضا صدری      | رقص در غبار               |
| ۱۳۸۲ | هفتم       | پیمان یزدانیان    | فرش باد                   |
| ۱۳۸۲ | هفتم       | کارن همایون‌فر     | تیک                       |
| ۱۳۸۲ | هفتم       | ناصر چشم‌آذر       | قارچ سمی                  |
| ۱۳۸۳ | هشتم       | سعید انصاری       | اشک سرما                  |
| ۱۳۸۳ | هشتم       | کارن همایون‌فر     | سیزده گربه روی شیروانی    |
| ۱۳۸۳ | هشتم       | ناصر چشم‌آذر       | شمعی در باد               |
| ۱۳۸۳ | هشتم       | مجید انتظامی      | عروس افغان                |
| ۱۳۸۳ | هشتم       | محمدرضا علیقلی    | قدمگاه                    |
| ۱۳۸۴ | نهم        | احمد پژمان        | بید مجنون                 |
| ۱۳۸۴ | نهم        | محمدرضا علیقلی    | خیلی دور، خیلی نزدیک      |
| ۱۳۸۴ | نهم        | امیر معینی        | زن زیادی                  |
| ۱۳۸۴ | نهم        | مجید انتظامی      | دوئل                      |
| ۱۳۸۴ | نهم        | بابک بیات         | به من نگاه کن             |
| ۱۳۸۵ | دهم        | احمد پژمان        | یک بوس کوچولو             |
| ۱۳۸۵ | دهم        | آریا عظیمی‌نژاد    | میم مثل مادر              |
| ۱۳۸۵ | دهم        | محمدرضا علیقلی    | به نام پدر                |
| ۱۳۸۵ | دهم        | محمدرضا علیقلی    | تقاطع                     |
| ۱۳۸۵ | دهم        | کامبیز روشن‌روان   | سفر به هیدالو             |
| ۱۳۸۶ | یازدهم     | کارن همایون‌فر     | ژانی‌گل                    |
| ۱۳۸۶ | یازدهم     | داریوش تقی‌پور     | مینای شهر خاموش           |
| ۱۳۸۶ | یازدهم     | فردین خلعتبری     | اتوبوس شب                 |
| ۱۳۸۶ | یازدهم     | پیمان یزدانیان    | پاداش سکوت                |
| ۱۳۸۶ | یازدهم     | علی صمدپور        | پابرهنه در بهشت           |
| ۱۳۸۶ | یازدهم     | کارن همایون‌فر     | آفتاب بر همه یکسان می‌تابد |
| ۱۳۸۷ | دوازدهم    | کارن همایون‌فر     | خاک آشنا                  |
| ۱۳۸۷ | دوازدهم    | محمدرضا علیقلی    | دعوت                      |
| ۱۳۸۷ | دوازدهم    | آریا عظیمی‌نژاد    | فرزند خاک                 |
| ۱۳۸۷ | دوازدهم    | محمدرضا علیقلی    | کتاب قانون                |
| ۱۳۸۷ | دوازدهم    | کارن همایون‌فر     | صد سال به این سال‌ها       |
| ۱۳۸۸ | سیزدهم     | جایزه‌ای اهدا نشد. | جایزه‌ای اهدا نشد.         |
| ۱۳۸۹ | چهاردهم    | محمدرضا علیقلی    | عصر روز دهم               |
| ۱۳۸۹ | چهاردهم    | کارن همایون‌فر     | شب واقعه                  |
| ۱۳۸۹ | چهاردهم    | آریا عظیمی‌نژاد    | طلا و مس                  |
| ۱۳۸۹ | چهاردهم    | فردین خلعتبری     | پستچی سه بار در نمی‌زند    |
| ۱۳۸۹ | چهاردهم    | ناصر چشم‌آذر       | سوپراستار                 |
| ۱۳۹۰ | پانزدهم    | کارن همایون‌فر     | جرم                       |
| ۱۳۹۰ | پانزدهم    | علیرضا کهن‌دیری    | سیزده ۵۹                  |
| ۱۳۹۰ | پانزدهم    | ستار اورکی        | کوچه‌ملی                   |
| ۱۳۹۰ | پانزدهم    | فریدون شهبازیان   | گل‌چهره                    |
| ۱۳۹۰ | پانزدهم    | محمدرضا علیقلی    | یه حبه قند                |
| ۱۳۹۳ | شانزدهم    | ستار اورکی        | استرداد                   |
| ۱۳۹۳ | شانزدهم    | سعید انصاری       | حوض نقاشی                 |
| ۱۳۹۳ | شانزدهم    | فریدون شهبازیان   | فرزند چهارم               |
| ۱۳۹۳ | شانزدهم    | محمدرضا علیقلی    | روزهای زندگی              |
| ۱۳۹۳ | شانزدهم    | پیمان یزدانیان    | طبقه حساس                 |
| ۱۳۹۴ | هفدهم      | کریستف رضاعی      | ماهی و گربه               |
| ۱۳۹۴ | هفدهم      | آرمان موسی‌پور     | عصر یخبندان               |
| ۱۳۹۴ | هفدهم      | بهرام دهقانیار    | شهر موش‌ها ۲               |
| ۱۳۹۴ | هفدهم      | علیرضا کهن‌دیری    | میهمان داریم              |
| ۱۳۹۵ | هجدهم      | کارن همایون‌فر     | بادیگارد                  |
| ۱۳۹۵ | هجدهم      | سعید انصاری       | جامه‌دران                  |
| ۱۳۹۵ | هجدهم      | ستار اورکی        | دوران عاشقی               |
| ۱۳۹۵ | هجدهم      | حامد ثابت         | بهمن                      |
| ۱۳۹۵ | هجدهم      | بهزاد عبدی        | مزارشریف                  |
| ۱۳۹۶ | نوزدهم     | کارن همایون‌فر     | اروند                     |
| ۱۳۹۶ | نوزدهم     | حامد ثابت         | برادرم خسرو               |
| ۱۳۹۶ | نوزدهم     | فردین خلعتبری     | سینما نیمکت               |
| ۱۳۹۶ | نوزدهم     | ستار اورکی        | ویلایی‌ها                  |
| ۱۳۹۶ | نوزدهم     | بهزاد عبدی        | ناردون                    |
| ۱۳۹۷ | بیستم      | پیمان یزدانیان    | خوک                       |
| ۱۳۹۷ | بیستم      | کارن همایون‌فر     | خفه‌گی                     |
| ۱۳۹۷ | بیستم      | ستار اورکی        | فیلشاه                    |
| ۱۳۹۷ | بیستم      | امیر معینی        | ملی و راه‌های نرفته‌اش      |
| ۱۳۹۷ | بیستم      | آرمان موسی‌پور     | چهارراه استانبول          |
| ۱۳۹۷ | بیستم      | بهزاد عبدی        | قاتل اهلی                 |
| ۱۳۹۸ | بیست و یکم | حامد ثابت         | تنگه ابوقریب              |
| ۱۳۹۸ | بیست و یکم | بهزاد عبدی        | سرو زیر آب                |
| ۱۳۹۸ | بیست و یکم | ستار اورکی        | ماهورا                    |
| ۱۳۹۸ | بیست و یکم | پیمان یزدانیان    | متری شش و نیم             |
| ۱۳۹۸ | بیست و یکم | کارن همایونفر     | اتاق تاریک                |